# سند میرثوبان
سند میرثوبان، روستایی در دهستان سند میرثوبان بخش مرکزی شهرستان دشتیاری در استان سیستان و بلوچستان ایران است. این روستا، مرکز دهستان سند میرثوبان است.

## جمعیت
بر پایه سرشماری عمومی نفوس و مسکن در سال ۱۳۹۵، جمعیت این روستا برابر با ۹۵۶ نفر (۲۲۳ خانوار) بوده‌است.